# New Salem Township (comté de McDonough, Illinois)
Pour les articles homonymes, voir New Salem Township.
New Salem Township est un township du comté de  McDonough dans l'Illinois, aux États-Unis,.

## Source de la traduction
- (en) Cet article est partiellement ou en totalité issu de l’article de Wikipédia en anglais intitulé « New Salem Township, McDonough County, Illinois » (voir la liste des auteurs).